# Courage (Paula Cole)
Courage è il quarto album in studio della cantante statunitense Paula Cole, pubblicato nel 2007.

## Tracce
1. Comin' Down – 4:01
2. Lovelight – 4:57
3. El Greco – 4:40
4. Lonelytown – 4:40
5. 14 – 3:38
6. Hard to Be Soft – 4:53
7. It's My Life – 5:31
8. Safe in Your Arms – 4:56
9. I Wanna Kiss You – 5:05
10. In Our Dreams – 4:17
11. Until I Met You – 5:03